# Rött regn i Kerala

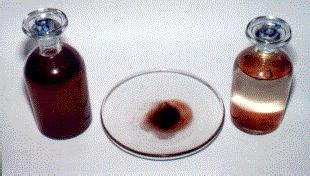
Prov av regnvattnet (vänster) och efter partiklarna lagt sig (höger). Torkat sediment (mitten).

Det röda regnfenomenet i Kerala var en händelse av rött regn som inträffade mellan 25 juli och 23 september 2001, då det regnade rödfärgat regn i den sydliga indiska delstaten Kerala. Tunga skurar förekom och färgade kläder rosa. Gult, grönt och svart regn rapporterades också. Färgat regn har rapporterats i Kerala sedan 1896, och flera gånger sedan dess.
Till en början antogs det att regnet var färgat av nedfallet från en hypotetisk meteor, men en undersökning som den indiska regeringen hade låtit göra fastslog att regnet hade blivit färgat av luftburna sporer från regionalt förekommande markbundna alger.
Det var inte förrän början av 2006 som fenomenet blev allmänt spritt då populärpressen rapporterade att Godfrey Louis och Santhosh Kumar från Mahatma Gandhi-universitetet i Kottayam föreslog den kontroversiella hypotesen att de färgade partiklarna var utomjordiska celler.